# Psylliodes luteolus
Psylliodes luteolus là một loài bọ cánh cứng trong họ Chrysomelidae. Loài này được O. F. Müller miêu tả khoa học năm 1776.